# Искупљење (филм)
Искупљење (енгл. Hummingbird) британски је акциони филм из 2013. године. Режију и сценарио потписује Стивен Најт, у свом редитељском дебију. Главну улогу глуми Џејсон Стејтам као ветеран и алкохоличар којег прогањају ратни злочини; спријатељи се са католичком часном сестром, уплете се у организовани криминал и освети се човеку који туче и убија проститутке.

## Улоге
| Глумац               | Улога                  |
| -------------------- | ---------------------- |
| Џејсон Стејтам       | Џозеф Смит / Џои Џоунс |
| Агата Бузек          | Кристина               |
| Кристијан Брасингтон | Макс Форестер          |
| Вики Маклур          | Дон                    |
| Бенедикт Вонг        | господин Чој           |
| Гер Рајан            | опатица                |
| Викторија Бевик      | Изабел                 |
| Шанг Луи             | Тони                   |
| Лили Батери          | млада Кристина         |
| Јусеф Керкур         | Бузианис               |
| Дени Веб             | Дејмон                 |
| Деј Бредли           | Били                   |
| Брус Ванг            | Тим                    |
| Сиобан Хјулет        | Трејси                 |
| Стивен Бирд          | Карл                   |